# 시 요 푸에라 리코
《시 요 푸에라 리코》(스페인어: Si yo fuera rico)는 2018년 방영된 칠레의 텔레노벨라이다.